# Salem Township (Carroll County, Illinois)
Die Salem Township ist eine von 12 Townships im Carroll County im Nordwesten des US-amerikanischen Bundesstaates Illinois.

## Geografie
Die Salem Township liegt Nordwesten von Illinois rund 20 km östlich des Mississippi, der die Grenze zu Iowa bildet. Die Grenze zu Wisconsin befindet sich rund 50 km nördlich.
Die Salem Township liegt auf 42°03′38″ nördlicher Breite und 89°55′25″ westlicher Länge und erstreckt sich über 92,2 km².
Die Salem Township liegt im Zentrum des Carroll County und grenzt im Norden an die Freedom Township, im Nordosten an die Cherry Grove-Shannon Township, im Osten an die Rock Creek-Lima Township, im Südosten an die Wysox Township, im Süden an die Fairhaven Township, im Südwesten an die York Township, im Westen an die Mount Carroll Township und im Nordwesten an die Woodland Township.

## Verkehr
Durch den Norden der Township verläuft in Ost-West-Richtung der U.S. Highway 52 auf einer gemeinsamen Strecke mit der Illinois State Route 64. Im Nordwesten zweigt von dem Highway die Illinois State Route 40 nach Südosten ab. Dieser Abzweig ist zugleich deren nordwestlicher Endpunkt. Die westliche Grenze der Township wird von der Illinois State Route 78 gebildet. Alle weiteren Straßen sind County Roads und noch weiter untergeordnete Straßen, die nur zum Teil asphaltiert sind.
Durch die Township verlaufen zwei Eisenbahnlinien, die von Chicago nach Westen führen.
Der nächstgelegene Flugplatz ist der rund 25 km westlich gelegene Tri-Township Airport südlich der Stadt Savanna.

## Bevölkerung
Bei der Volkszählung im Jahr 2010 hatte die Township 348 Einwohner. Neben Streubesiedlung gibt es in der Salem Township folgende Siedlungen:
City
- Mount Carroll1

Unincorporated Communities
- Ashdale Junction
- Daggetts

1 – überwiegend in der Mount Carroll Township